# Cecilia di Baden
Cecilia Augusta di Baden, in tedesco Cäcilie Auguste Prinzessin von Baden, conosciuta anche come Ol'ga Fëdorovna Romanova (Karlsruhe, 20 settembre 1839 – Charkiv, 12 aprile 1891), era l'ultima figlia del granduca Leopoldo I di Baden (1790-1852) e della principessa Sofia Guglielmina di Svezia (1801-1865).

## Biografia

### Infanzia ed educazione
Era la figlia più giovane del granduca Leopoldo I di Baden (1790-1852) e della principessa Sofia Guglielmina di Svezia. Lei era un discendente di Giorgio II d'Inghilterra e della Dinastia Rurik attraverso Anna di Kiev, regina di Francia.
Il padre di Cecilia, discendeva da un matrimonio morganatico (sua madre era Luisa Carolina di Hochberg) e quindi non aveva diritto sul granducato. Tuttavia, nel 1830 salì al trono del Granducato di Baden dopo che la linea maschile principale della sua famiglia si estinse. Leopoldo è stato considerato il primo sovrano tedesco concedere riforme liberali del suo paese.
La madre di Cecilia, Sofia Guglielmina di Svezia, era la figlia di Gustavo IV Adolfo di Svezia e Federica di Baden. A differenza di suo marito, Sofia Guglielmina era una sostenitrice delle politiche conservatrici. Durante il tumulto causato dalla comparsa di Kaspar Hauser, si disse che Sofia avesse ordinato l'assassinio di Hauser nel 1833. Questo danneggiò la relazione della coppia e si diceva che Sofia avesse avuto una relazione. Voci a corte attribuirono la paternità di Cecilie a un banchiere ebreo di nome Haber. Nessuna prova storica è emersa per confermare questa affermazione.
Benché suo padre fosse di tendenze politiche molto liberali, egli mostrò grande severità nei confronti dei figli, e Cecilia ricevette una rigida educazione, che rimpianse sempre amaramente. La famiglia granducale dovette abbandonare il paese durante la Rivoluzione del 1848. Queste esperienze segnarono i primi anni di vita della giovane principessa. Dopo il ritorno a Karlsruhe, la mitezza del granduca fece smorzare la sommossa, e tale condotta influenzò sua figlia in modo significativo.

### Matrimonio

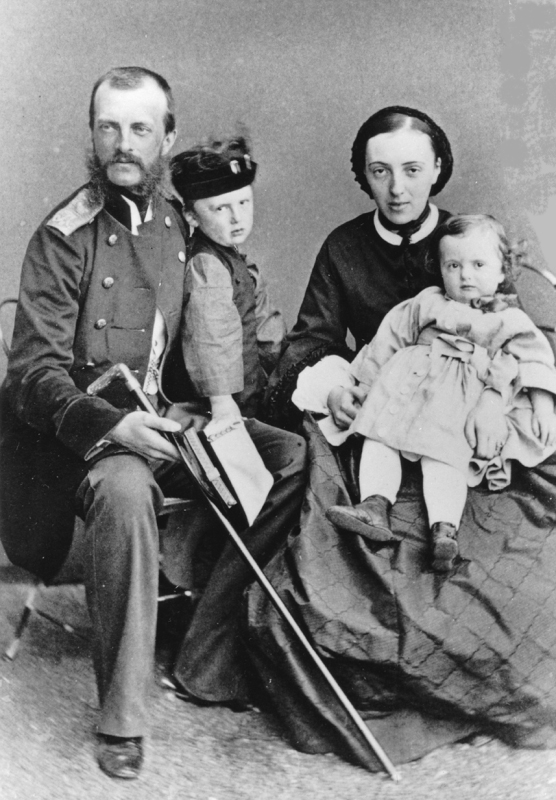
Michail Nikolaevič di Russia, sua moglie, la Granduchessa Ol'ga Fëodorovna, con i figli Nikolaj e Anastasija, 1862.

All'età di diciassette anni i suoi genitori organizzarono il suo matrimonio con il granduca Michail Nikolaevič di Russia, il figlio più giovane dello zar Nicola I di Russia. I dettagli del loro fidanzamento non sono noti, tuttavia, il loro fu un matrimonio d'amore.
Il matrimonio ebbe luogo il 28 agosto del 1857, a San Pietroburgo nella cappella del Palazzo d'Inverno. Si convertì al credo ortodosso e acquisì il titolo di Gran Principessa di Russia. Convertendosi vide mutare il proprio nome da Cecilia in Ol'ga Fëdorovna Romanova: questo nome sarebbe stato scelto, secondo alcune fonti, dal suo sposo, che non amava il nome proprio di persona Cecilia.
Il granduca Michail amava profondamente sua moglie ed era sotto la sua forte influenza, rafforzarono la loro unione. Michail era calmo, uomo piuttosto noioso che sarebbe stato completamente felice per dedicarsi solo all'artiglieria e alla sua famiglia, e non brilla di un'intelligenza eccezionale. D'altra parte, Ol'ga era vivace, dalla lingua tagliente, spiritosa, molto appassionata di pettegolezzi - secondo alcuni dei suoi contemporanei, il pettegolezzo era la sua principale ragione di esistere.
La coppia andò a vivere nel nuovo palazzo Mikhailovskij, che venne costruito nel 1861. Avevano anche una residenza estiva sul Baltico e  una vasta tenuta rurale nel sud dell'Ucraina. La granduchessa, con una personalità più forte del marito, è stata la forza dominante nella famiglia. Allevò i figli con il pugno di ferro.

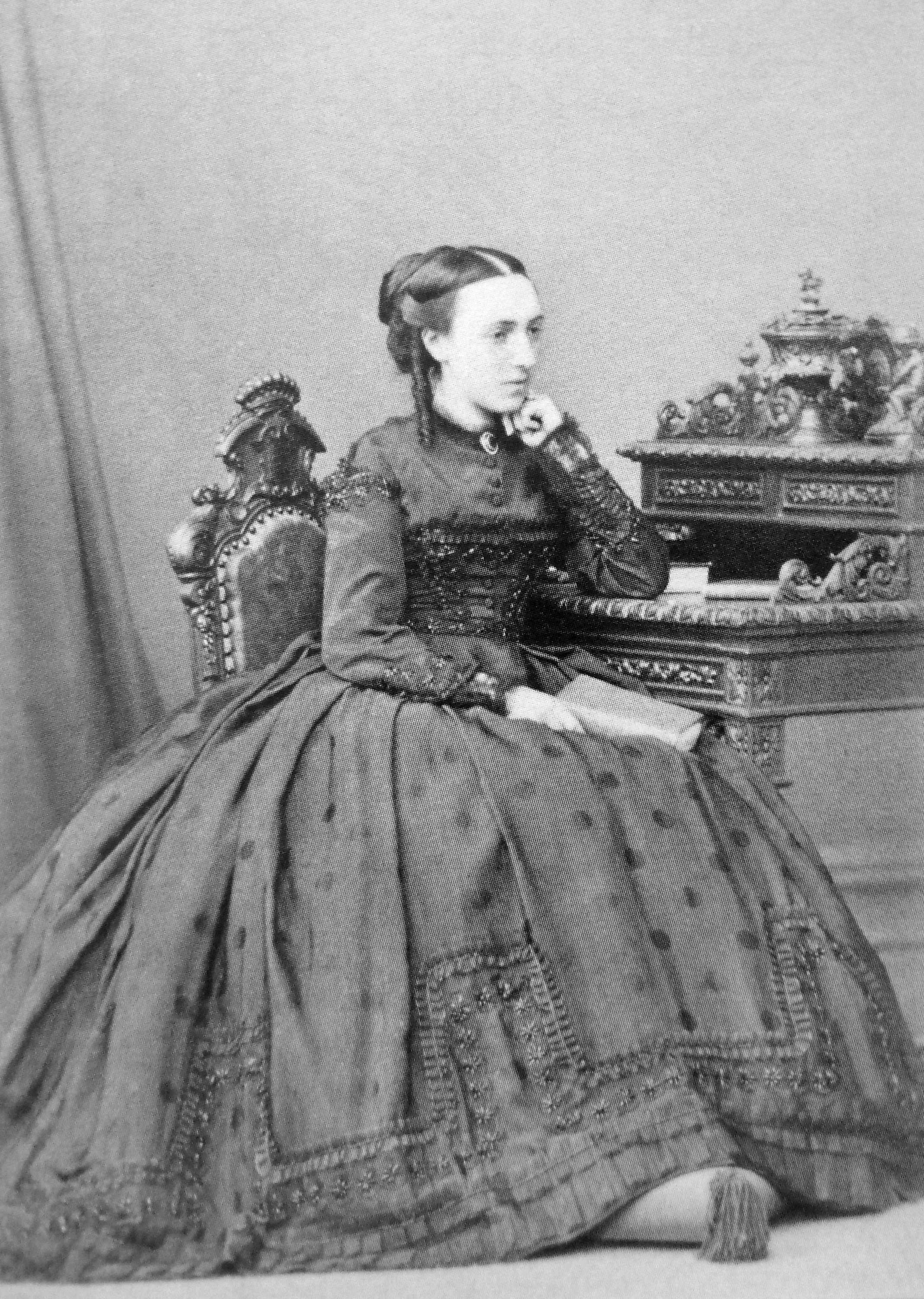
La granduchessa Ol'ga

La gran principessa Ol'ga, pur essendo capricciosa aveva uno spirito vivace. Questa vivacità di linguaggio irritò tuttavia lo Zar Alessandro III e sua moglie Marija Fëdorovna, tanto che la coppia imperiale decise infine di limitare la frequentazione con Michaijl e Ol'ga. Suo marito Michele venne inviato da suo fratello, lo Zar Alessandro II, nel Caucaso, in qualità di Governatore della regione. Alla fine del 1862 Ol'ga e suo marito si trasferirono nel Caucaso, prendendo residenza a Tblisi.
La gran principessa esercitò una notevole influenza su suo marito nell'applicazione, da lui fatta nel Caucaso, delle riforme liberali varate dallo Zar. Inoltre, assunse nel cerimoniale del Governatore, che assomigliava a quello dello Zar, una posizione importante. Ol'ga diede vita a molte istituzioni di beneficenza, fondando, tra le altre cose, la prima scuola superiore femminile, e creando enti di formazione per le donne. Nel complesso tuttavia, ella fu il solo membro della famiglia imperiale a non prender parte agli affari di stato od alle funzioni pubbliche, consacrandosi esclusivamente alla cura del marito e dei figli. Ella si rivelò una sposa sagace, fedele e piena di saggezza. Nei confronti dei figli ella si dimostrò invece molto rigida, pretendendo da loro obbedienza totale.
Con la morte di Alessandro II, terminò anche il mandato di Michail quale Governatore del Caucaso. Infatti il nuovo zar nominò Michail Presidente del Consiglio Imperiale, e la sua famiglia si trasferì di nuovo a San Pietroburgo. In quest'occasione la gran principessa diede con eleganza il proprio sostegno al marito.
Il destino volle che suo figlio Michail Michajlovič Romanov andasse contro la tradizione, cui Ol'ga credeva profondamente. Suo figlio non aveva intenzione di contrarre un matrimonio compatibile con il suo rango e, sposandosi con la contessa Sophie von Merenberg, s'attirò l'ira della famiglia imperiale. Venne bandito a vita dalla Russia e si trasferì a Londra.

### Morte
Nel marzo del 1891, la gran principessa si decise ad intraprendere, dopo un'urgente visita, delle cure per far riprendere il proprio fisico, recandosi in Crimea. La sua salute s'era infatti deteriorata a causa dello scandalo causato dal matrimonio di suo figlio Michele.
Ol'ga Fëdorovna morì nella città ucraina di Charkiv, il 12 aprile 1891, all'età di 51 anni prima di aver potuto raggiungere la località di cura in Crimea. Fu sepolta nella Cattedrale di San Pietro e Paolo.

## Discendenza
Cecilia di Baden e il granduca Michail Nikolaevič Romanov ebbero sette figli:
- Nikolaj Michajlovič (1859-1919);
- Anastasija Michajlovna Romanova (1860-1922);
- Michail Michajlovič (1861-1929);
- Georgij Michajlovič (1863-1919);
- Aleksandr Michajlovič (1866-1933);
- Sergej Michajlovič (1869-1918);
- Aleksej Michajlovič (1875-1895).

## Ascendenza
|                                              |                       |                                            | Genitori                                       |  |  | Nonni |  |  | Bisnonni                  |  |  | Trisnonni                            |  |
|                                              |                       |                                            |                                                |  |  |       |  |  | Federico di Baden-Durlach |  |  | Carlo III Guglielmo di Baden-Durlach |  |
|                                              |                       |                                            |                                                |  |  |       |  |  | Federico di Baden-Durlach |  |  | Carlo III Guglielmo di Baden-Durlach |  |
|                                              |                       | Maddalena Guglielmina di Württemberg       |                                                |  |  |       |  |  | Federico di Baden-Durlach |  |  |                                      |  |
| Carlo Federico di Baden                      |                       |                                            |                                                |  |  |       |  |  | Federico di Baden-Durlach |  |  |                                      |  |
|                                              |                       | Amalia di Nassau-Dietz                     | Giovanni Guglielmo Friso d'Orange              |  |  |       |  |  |                           |  |  |                                      |  |
|                                              |                       | Amalia di Nassau-Dietz                     | Giovanni Guglielmo Friso d'Orange              |  |  |       |  |  |                           |  |  |                                      |  |
|                                              |                       | Amalia di Nassau-Dietz                     | Maria Luisa d'Assia-Kassel                     |  |  |       |  |  |                           |  |  |                                      |  |
| Leopoldo di Baden                            |                       | Amalia di Nassau-Dietz                     |                                                |  |  |       |  |  |                           |  |  |                                      |  |
|                                              |                       | Luigi Enrico, Barone Geyer di Geyersberg   | Christian Heinrich Geyer von Geyersberg        |  |  |       |  |  |                           |  |  |                                      |  |
|                                              |                       | Luigi Enrico, Barone Geyer di Geyersberg   | Christian Heinrich Geyer von Geyersberg        |  |  |       |  |  |                           |  |  |                                      |  |
|                                              |                       | Luigi Enrico, Barone Geyer di Geyersberg   | Christianne Philippa von Thümel                |  |  |       |  |  |                           |  |  |                                      |  |
| Baronessa Luisa Carolina Geyer di Geyersberg |                       | Luigi Enrico, Barone Geyer di Geyersberg   |                                                |  |  |       |  |  |                           |  |  |                                      |  |
|                                              |                       | Contessa Massimiliana Cristiana di Sponeck | Johann Rudolph von Hedwiger, Conte di Sponeck  |  |  |       |  |  |                           |  |  |                                      |  |
|                                              |                       | Contessa Massimiliana Cristiana di Sponeck | Johann Rudolph von Hedwiger, Conte di Sponeck  |  |  |       |  |  |                           |  |  |                                      |  |
|                                              |                       | Contessa Massimiliana Cristiana di Sponeck | Wilhelmine Louise von Hoff                     |  |  |       |  |  |                           |  |  |                                      |  |
| Principessa Cecilia di Baden                 |                       | Contessa Massimiliana Cristiana di Sponeck |                                                |  |  |       |  |  |                           |  |  |                                      |  |
|                                              | Gustavo III di Svezia | Adolfo Federico di Svezia                  |                                                |  |  |       |  |  |                           |  |  |                                      |  |
|                                              | Gustavo III di Svezia | Adolfo Federico di Svezia                  |                                                |  |  |       |  |  |                           |  |  |                                      |  |
|                                              | Gustavo III di Svezia | Luisa Ulrica di Prussia                    |                                                |  |  |       |  |  |                           |  |  |                                      |  |
| Gustavo IV Adolfo di Svezia                  | Gustavo III di Svezia |                                            |                                                |  |  |       |  |  |                           |  |  |                                      |  |
|                                              |                       | Sofia Maddalena di Danimarca               | Federico V di Danimarca                        |  |  |       |  |  |                           |  |  |                                      |  |
|                                              |                       | Sofia Maddalena di Danimarca               | Federico V di Danimarca                        |  |  |       |  |  |                           |  |  |                                      |  |
|                                              |                       | Sofia Maddalena di Danimarca               | Luisa di Hannover                              |  |  |       |  |  |                           |  |  |                                      |  |
| Sofia Guglielmina di Svezia                  |                       | Sofia Maddalena di Danimarca               |                                                |  |  |       |  |  |                           |  |  |                                      |  |
|                                              |                       | Carlo Luigi di Baden                       | Carlo Federico di Baden                        |  |  |       |  |  |                           |  |  |                                      |  |
|                                              |                       | Carlo Luigi di Baden                       | Carlo Federico di Baden                        |  |  |       |  |  |                           |  |  |                                      |  |
|                                              |                       | Carlo Luigi di Baden                       | Carolina Luisa d'Assia-Darmstadt               |  |  |       |  |  |                           |  |  |                                      |  |
| Federica di Baden                            |                       | Carlo Luigi di Baden                       |                                                |  |  |       |  |  |                           |  |  |                                      |  |
|                                              |                       | Amelia Frederica di Assia-Darmstadt        | Luigi IX d'Assia-Darmstadt                     |  |  |       |  |  |                           |  |  |                                      |  |
|                                              |                       | Amelia Frederica di Assia-Darmstadt        | Luigi IX d'Assia-Darmstadt                     |  |  |       |  |  |                           |  |  |                                      |  |
|                                              |                       | Amelia Frederica di Assia-Darmstadt        | Carolina del Palatinato-Zweibrücken-Birkenfeld |  |  |       |  |  |                           |  |  |                                      |  |
|                                              |                       | Amelia Frederica di Assia-Darmstadt        |                                                |  |  |       |  |  |                           |  |  |                                      |  |